# 옌지츠

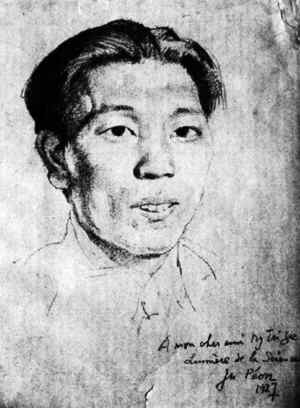
쉬베이훙이 그린 옌지츠의 초상화 (1927년 제작)

옌지츠(중국어 간체자: 严济慈, 정체자: 嚴濟慈, 병음: Yán Jìcí, 1901년 1월 23일 ~ 1996년 11월 2일)는 중국의 물리학자이자 정치인으로 중국 현대 물리학의 창시자로 평가받고 있다. 1948년 중앙연구원과 1955년 중국과학원의 창립 회원이었다. 그 외에 중국과학원 물리학 연구소의 창립 위원과 중국과학기술대학의 제2대 총장(1980년 ~ 1984년)을 역임했다.
정계에서는 7회 연속으로 전국인민대표대회 대의원(제1기 ~ 제7기)을 역임했으며 1983년부터 1993년까지 전국인민대표대회 부위원장을 역임했다.

## 생애 초반과 교육
옌지츠는 1901년 1월 23일에 저장성 둥양시에서 태어났다. 1923년에는 난징시에 위치한 둥난 대학을 졸업하고 프랑스 파리 대학교(현재의 신 파리 대학교)로 유학하기 위해 해외로 떠났다. 1925년에는 수학과 물리학 석사 학위를, 1927년에는 자연과학 박사 학위를 취득했다. 그의 박사 학위 논문은 샤를 파브리의 지도를 통해 작성된 "전기장에서 석영의 광학적 특성의 변형과 변화"에 관한 것이었다. 프랑스에서 박사 학위를 취득한 최초의 중국인인 그는 프랑스와 중국에서 모두 이름을 알리게 된다.

## 경력

### 중화민국 대륙 시기
중국으로 돌아온 옌지츠는 지난 대학(당시 상하이시에 위치했음)의 이공학과 학장이 되었다. 그는 상하이에 위치한 다퉁 대학과 난징에 위치한 국립 중앙 대학, 둥난 대학에서 교수로 근무했다. 1928년 말에는 다시 프랑스 파리로 가서 한동안 마리 퀴리의 연구실에서 근무했다. 1935년에는 프레데리크 졸리오퀴리와 함께 프랑스 물리학회의 회원으로 선출되었다. 첸싼창(錢三强)은 옌지츠의 추천을 통해 졸리오퀴리로부터 물리학을 배웠고 나중에 중국 최고의 핵물리학자 가운데 한 사람이 되었다.
옌지츠는 1930년에 다시 중국으로 돌아와서 얼마 지나지 않아 베이핑시(현재의 베이징시)에 있는 국립 베이핑 학원 물리학 연구소의 설립 책임자가 되었다. 옌지츠는 1932년에 리수화(李書華), 예치쑨(葉企孫) 등과 함께 중국물리학회를 공동 설립했다. 따라서 그는 중국 현대 물리학의 창시자로 평가받고 있다. 옌지츠의 과학 연구 대부분은 베이핑 시대에 진행되었다. 그는 중국 대륙에서 일어난 전쟁의 여파로 인하여 연구 경력이 중단되기 전까지 국제 과학 저널에 50편 이상의 논문을 발표했다.
1937년에 중일 전쟁이 발발하고 베이핑이 일본 군대의 공격을 받게 되자 옌지츠는 물리학 연구소를 중국 대륙 남서부에 위치한 쿤밍시로 이전하는 고된 작업을 조직했다. 이 과정에서 장비, 서적, 문서의 절반 이상이 사라졌다. 전쟁 수행을 지원하는 과정에서 군사 통신과 의료 기기에 광학 장비가 많이 필요했기 때문에 옌지츠는 연구소의 초점을 광학 연구 및 생산으로 옮겼다. 그의 지휘 아래 첸린자오(錢臨照)의 도움을 받아 수백 개의 고출력 현미경, 결정 진동자, 군용 거리계, 망원경 및 기타 장비를 제조했다.
옌지츠는 중일 전쟁이 끝난 이후인 1946년에 중화민국 정부로부터 항전승리훈장(抗戰勝利勳章)을 받았다. 1948년에는 중앙연구원의 창립 회원이자 중국물리학회 회장으로 선출되었다.

### 중화인민공화국
1949년에 중화인민공화국이 건국된 이후에 옌지츠는 중국과학원 설립에 중요한 역할을 했다. 그는 초대 중국과학원 물리학 연구소 소장, 중국과학원 부원장, 중국과학원 둥베이 분원 원장을 역임했다. 또한 중국에서 발간된 2개의 주요 과학 저널인 《과학통보》(科學通報)와 《중국과학》(中國科學)의 편집장을 역임했다. 1955년에는 중국과학원의 창립 회원으로 선출되었다.
옌지츠는 1958년에 조직된 중국과학기술대학 창립위원회의 위원으로 활동했으며 1961년에는 이 대학의 부총장으로 임명되었다. 1980년부터 1984년까지는 궈모뤄가 사망한 이후에 한동안 공석으로 있던 중국과학기술대학의 제2대 총장을 역임했으며 나중에 명예 총장을 역임했다.
옌은 1954년부터 1993년 사이에 제1·2·3·4·5·6·7기 전국인민대표대회 대의원을 역임했으며 1983년부터 10년 동안 제6·7기 전국인민대표대회 부위원장을 역임했다. 또한 구삼 학사의 중앙명예주석을 역임했다.

## 가족
옌지츠는 교육자인 장허링(張鶴齡)의 딸인 장쭝잉(张宗英)과 결혼했다. 장쭝잉은 둥난 대학 최초의 여학생 가운데 한 명이었다. 두 사람은 1923년에 약혼하고 1927년에 결혼했다.
옌지츠와 장쭝잉 부부는 7명의 아들과 1명의 딸을 낳았다. 셋째 아들, 일곱째 딸, 여덟째 아들은 유아기에 사망했고 살아남은 다섯 아들은 모두 학자가 되었다. 첫째 아들인 옌유광(嚴又光)은 중국 최초의 디지털 컴퓨터의 메인 디자이너였다. 둘째 아들인 옌솽광(嚴雙光)은 문화대혁명 당시에 구타를 당해 사망한 항공기 설계자였다. 넷째 아들인 옌쓰광(嚴四光)은 중국사회과학원의 유명한 연구원이었다. 다섯째 아들인 옌우광(嚴武光)은 중국과학원 고등에너지 물리학 연구소의 교수를 역임했다. 여섯째 아들인 옌루광(嚴陸光)은 중국과학원 원사이자 닝보 대학의 전직 총장을 역임했다. 옌 가족은 "작은 과학원"이라고 부르기도 했다.

## 사망과 유산
옌지츠는 1996년 11월 2일에 베이징시에서 향년 95세를 일기로 사망했다. 1998년에는 중국과학기술대학이 설립 40주년을 맞아 서쪽 캠퍼스에 그의 동상을 세웠다. 2012년에는 중국의 과학자들이 그를 추모하기 위해 새로 발견된 소행성을 10611 옌지츠(10611 Yanjici)로 명명했다.